# Olaf J. Storm

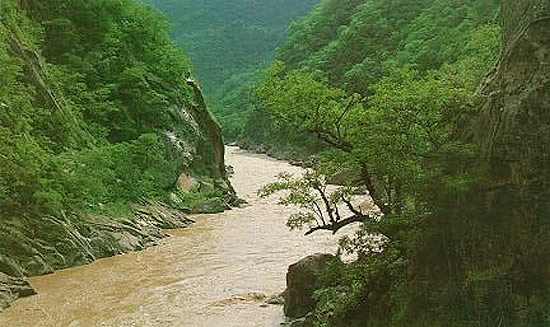
Río Pilcomayo

Olaf J. Storm fue un naturalista e ingeniero hidrológo sueco, que acompañó la expedición al río Pilcomayo, Provincia de Formosa, Argentina, en 1884 y otra en 1890 de la Armada Argentina. 
Varios de sus viajes los realizó con Hunter Davidson.

## Expedición al Pilcomayo
La expedición se conformó con la bombardera Pilcomayo como núcleo. Esta nave desplazaba 416 t; tenía 2 máquinas y sendas hélices, su velocidad era de 9 nudos y calaba 10 pies; montaba una artillería de 3 cañones, uno de 240 mm a proa y dos a ambos bandas de 80 mm, y se la tripulaba con 60 oficiales y personal subalterno. Se integraron el cirujano Roberto Laspiur, el baqueano Pedro Bejarano, y el científico Olaf J. Storm. Fue apoyada por el remolcador Explorador de 14 HP, una hélice y 4,5 pies de calado; la lancha de vapor Atlántico, de 2 HP, 1,5 pies de calado; 2 chatas: la Sara, de 20 t, a plena carga, y otra más pequeña. En el remolcador se embarcó una canoa.
La Pilcomayo y la escuadrilla eran mandadas por el sargento mayor de Marina Valentín Feilberg, acompañado por su segundo, teniente de Marina Ramón Lira. La Pilcomayo, por su calado y la bajante, no pudo integrar el conjunto explorador y quedó fondeada en las cercanías de la boca a las órdenes de Lira, como apoyo. La expedición ejecutiva del plan, por lo tanto, se compuso del material y del personal restante al mando directo del mayor Feilberg, al que se le asignaron asimismo 40 hombres de tropa y los tenientes primeros Jaime Márquez y Eliseo Quiroga, al mando del capitán Manuel Etchichury, bien armados y equipados. También se incorporaron varios tobas que hacían de baqueanos y lenguas, enviados por el gobernador del Chaco.
Los objetivos de la expedición fueron transmitidos por el coronel Fotheringham al mayor Feilberg, a través de una nota concordante con instrucciones recibidas del ministro de Guerra y Marina, a quien había visitado el mayor Feilberg en Buenos Aires para recibirlas, pero aún no estaban hechas. En resumen eran:
1. Explorar el río Pilcomayo hasta donde fuere posible con una expedición que no debe durar en total más de cuatro meses
2. Establecer un fortín cerca de la desembocadura del río que pueda dar lugar a un futuro puerto y a un área de colonización y trabajo
3. Trabajar de consuno con otra expedición terrestre al mando del capitán D. Rosendo M. Fraga
4. De encontrarse con indios, tratar de atraerlos y de someterlos al orden nacional de un modo pacífico, haciéndoles notar su condición de argentinos y la necesidad de mejorar su vida y la de su familia

El 21 de agosto de 1884 la expedición zarpaba desde Formosa, y al siguiente día la Pilcomayo fondeaba en las proximidades de la boca del Pilcomayo, en un lugar de estación conocido por Pacová, donde serviría de apoyo a los exploradores, como se solía hacer, desde allí con las unidades de la Armada de estación en Asunción. 
El mayor Feilberg embarcó en el Explorador, donde estaba su hermano Francisco Felipe como primer maquinista, que remolcaría las dos chatas; una, cargada con víveres, y la Sara, con 26 reses y 30 caballos para el fortín por construirse; se acomodó al personal militar entre las tres unidades. A las embarcaciones se las adecuó con toldos y defensas de cuero para proteger a la gente del sol, la lluvia y de las flechas de indios rebeldes.
El 25 de agosto, Feilberg penetró en el Pilcomayo, que se encontraba en bajante, por lo que se debió extremar la cautela en la navegación de los primeros 150 km . Los inconvenientes surgidos por la poca agua y los raigones lo determinaron a regresar y a acampar en un espléndido lugar a unos 16 km de la boca en espera del repunte de las aguas.
Dadas las facilidades naturales del punto que estimó superiores a Pacová (o Pacobá), el mayor Feilberg se decidió a construir el fuerte ordenado denominándolo Fortín Coronel Fotheringham, embrión de Colonia Clorinda, que se terminó el 17 de noviembre de 1884.
Las lluvias llegaron a mediados de noviembre, por lo que se reemprendió el viaje con las tres embarcaciones: Sara, Atlántico y Explorador; quedando en el fortín 60 soldados al mando del capitán Pedro Altamirano, enviados oportunamente por el gobernador.
Se navegó con mayor comodidad que en la anterior entrada pues el río tenía ahora una profundidad de 12 a 20 pies, con un ancho cercano a los 48 m y costas altas y bajas alternativamente. De noche se acampaba en tierra, con marcado alivio para la gente hacinada a bordo. El 20 alcanzaron las Juntas de Fontana, donde hallaron las ruinas del Fortín Viejobueno, levantado en 1882 y quemado por los indios. El 23 la expedición se internó en el actual Brazo Sur levemente más ancho que el Norte, con sus 22 m en la boca, 20 pies medio. A partir de allí el viaje se hizo lento, con una corriente de nudo y pesado por los raigones y la espesa vegetación acuática. El 24 alcanzaron el punto máximo de penetración de Fontana, donde se clavó en un árbol una placa alusiva al lado de una bala de fusil dejada por el renombrado militar.
Desde ese lugar en adelante las dificultades crecieron, y casi sin carbón localizaron en un punto, que llamaron Mora Negra, abundancia de buena leña para las calderas. Después el río comenzó a bajar peligrosamente; las orillas pantanosas impedían dormir en tierra, y a bordo los mosquitos en nubes hacían de las horas nocturnas un martirio.
El 8 de noviembre de 1885 observaron que el río volvía a subdividirse, motivo por el cual el jefe decidió investigar por su cuenta. Se embarcó en la Atlántico y entró en el mayor de los dos nuevos brazos, que corría de este a oeste, con un ancho de 35 m, entre altas barrancas bien tupidas de vegetación. Feilberg llamaría El Dorado (o Dorado) a este río, por la graciosa presencia de un hermoso dorado que los seguía en la navegación.
A poco de andar, nuevamente se encontró con otros dos ramales, anchos pero poco profundos, y cruzados de una orilla a la otra por raigones y troncos que impidieron el pasaje sin esperanza alguna, por lo que no hubo más remedio que parar la exploración y regresar hasta el Pilcomayo para tomar por el otro brazo contiguo al Dorado.
El 29 de noviembre se reanudó la navegación por ese riacho, y a poco de andar también se produjeron serios problemas que afectaron primero al Explorador y después al Atlántico, que perdió una hélice contra un tocón sumergido. Al avistar una serie de rápidos y diversos canales, todo llegó a su término y se dio por finalizada esta primera tentativa de avance fluvial, pero dispuesto a esperar alguna bendita creciente en un campamento que los expedicionarios levantaron a 10 km abajo del Dorado sobre el Pilcomayo. El lugar fue conocido precisamente por La Espera.
La vida de campamento fue mala y pronto aparecieron los enfermos, para los cuales no había médico ni medicamentos adecuados. El más afectado fue el baqueano Bejarano, veterano de la Expedición Fontana, que fue trasladado en la Atlántico, pero falleció poco antes de alcanzar la bombardera. De regreso, la lancha cargó víveres y embarcó al doctor Laspiur. Recompuesta la gente, y tras una pequeña creciente, el mayor Feilberg reemprendió el viaje por el Pilcomayo el 22 de diciembre. No habían navegado más de tres días cuando la chatita con sus víveres casi se va a pique: se perdió en la emergencia una buena parte de ellos. Después le tocó el turno al Explorador y por último a la Atlántico, que inutilizó otra hélice.
Sin desalentarse, Feilberg dispuso que el profesor Storm siguiera adelante con una canoa y dos hombres, pero fracasó en su intento por las dificultades que encontró. Se estaba a la puerta del estero Patino en el Salto del Palmar, en más o menos 24" 30' y 59" 30'. En consecuencia, y reunida la oficialidad, Feilberg tomó la triste decisión de dar por finalizada la expedición. Estaban en los cuatro meses ordenados y los víveres escaseaban. No obstante lo acordado, Feilberg, algo más esperanzado, resolvió el 29 de diciembre acampar en las Juntas de Fontana.
Esperó nuevamente unos nueve días una lluvia milagrosa; pero agotándose los víveres y sin perspectivas de creciente, hubo de rendirse ante la adversidad y regresó. El 7 de enero de 1885 llegaron al Fortín Fotheringham. El 10 se embarcaron en la Pilcomayo y el 21 de abril fondearon en Buenos Aires, donde le entregan al ministro un informe y un plano completísimos, con lo que se dio fin oficialmente a la expedición. El vaporcito y las chatas quedaron en la gobernación.

### Conclusiones
A pesar de la tenacidad de los expedicionarios y de las providencias tomadas en la preparación de la empresa, los objetivos consignados por el Ministerio de Guerra y Marina no pudieron ser alcanzados totalmente.
Pero, así y todo, la expedición dejó muchas enseñanzas y avances, a saber: 
1. Lo que se entiende por Bajo Pilcomayo (Brazo Sur) no es navegable comercialmente, salvo un pequeño tramo cercano a la boca del río. Los expedicionarios de un modo u otro lo recorrieron en unos 250 km; mas la presencia del gran estero Patiño, que detuvo a la expedición boliviana que venía del noroeste dirigida por el profesor Arturo Thouar, también fue aquí un factor determinante para frenar, interrumpir y confundir no sólo la navegación sino el Pilcomayo mismo
2. El delta del Pilcomayo se complica con la presencia de los Brazos Norte y Sur en las Juntas de Fontana, con la del río El Dorado y de los ríos Confuso y Aguaray-Guazú
3. Los expedicionarios hicieron observaciones exhaustivas sobre todo lo que concierne al río navegando así como también a las costas y tierras aledañas, flora, fauna y climatología
4. Se fundó el Fortín Fotheringham en un excelente lugar que dio origen a una población anexa estable, y se encontraron otros puntos de interés para nuevos centros de colonización
5. Se sobreentiende que un río como el Pilcomayo, con su gran estero Patiño, era una guía muy imprecisa para la determinación de límites internacionales en lo que se hallaba empeñado nuestro gobierno.
6. No hubo contactos con indios
7. No hubo problemas disciplinarios, con lo que se puso de manifiesto la abnegación del marino argentino en las situaciones difíciles. Todos llegaron sin novedad

### Expedición al Pilcomayo por Olaf J. Storm
La inició el 9 de enero de 1890 con el Explorer, con rueda a popa y de poco calado. Lo acompañaban el agrimensor Frederico Freud como segundo jefe, el médico y botánico Dr. Thomas Morory y 22 tripulantes y auxiliares.
Pasaron por Fortín Fotheringham, temporalmente abandonado y el 21 de enero alcanzaron las Juntas de Fontana. Prosiguieron por el brazo sud donde se detuvieron por falta de calado el 10 de febrero. Lograron seguir viaje y dar con el río Dorado. Comienzan a sufrir falta de víveres y algunas deserciones. Permanecieron allí por 74 días a la espera de una lluvia providencial, como siempre.
Luego de muchas peripecias y ataques de indígenas se encuentran el 24 de abril con el Salto Palomar, de 11 dm de agua. Suben el Explorer a tierra con rolotes y un terraplén y penetran el Estero Patiño, llegan a Totoral Verde donde dejan el barco y siguen en dos canoas hasta donde el agua lo permite. El 27 de abril vuelven al Explorer y para el 11 de junio están de regreso en Asunción.
El viaje ha sido descripto en un diario y es valioso: detalla los problemas que presenta el fondo del río, con sus raigones y tocones entrelazados y el tormento de los mosquitos y demás insectos. Esta aventura fue un excelente aporte al conocimiento del Pilcomayo y su famoso estero.

## Libros del autor
1. 1881. El río Pilcomayo Austral. Bs As. 1881
2. 1902. El río Pilcomayo Boreal. Bs As, 1902
3. 1892. El Río Pilcomayo y el Chaco Boreal; viajes y exploraciones. Editorial: Bs As, Compañía Sud Americana de Billetes de Banco, 1892

## Fuente
- Wiki culturaapicola (enlace roto disponible en Internet Archive; véase el historial, la primera versión y la última).